# تاج الدين بن حمويه
تاج الدين بن حمويه، الجويني السرخسي، ويسمى بعبد السلام أبو محمد، شيخ الشيوخ، مؤرخ باحث، خراساني الأصل.

## سيرته
ولد عبد الله بن عمر بن علي بن محمد، ابن حمويه عبد المعروف بتاج الدين ابن حمويه بدمشق، وهناك اختلاف في تاريخ ميلاده فقد ذكر الباباني في هدية العارفين أنه ولد سنة 573 هـ وجاء في سير أعلام النبلاء أن ميلاده كان سنة 566 هـ بينما قال سبط ابن الجوزي أنه نقل من خط ولده سعد الدين مسعود، قال: «ولد والدي تاج الدين يوم الأحد رابع عشر شوال سنة اثنتين وسبعين وخمس مئة» لكن لا اختلاف بين من ترجم له في أنه سافر إلى المغرب سنة 593 هـ، زمن منصور يعقوب بن يوسف بن عبد المؤمن، وأقام به إلى غاية 600 هـ وقد فصل ذلك سبط ابن الجوزي فقال: «واتصل بالملك المنصور يعقوب بن يوسف بن عبد المؤمن، فأحسن إليه، وقدمه على جماعة، وهذه عادتهم يولون الحرب العلماء والفضلاء، وجعله برسم من يقصد المغرب من الشام، يعرف به، ليحسن يعقوب إلى من يقصده، وأقام في خدمته إلى أن مات يعقوب، وخدم ولده محمدا، وعاد إلى الشام سنة ست مئة». وتولى مشيخة الشيوخ بعد أخيه صدر الدين ابن حمويه.
وكما أن هناك اختلاف في تاريخ ميلاده فهناك اختلاف في زمن وفاته، حتى أن الباباني قد ذكر في هدية العارفين أنه توفي سنة 653 هـ، وفي إيضاح المكنون ذكر تاريخا آخر فقال أنه توفي سنة 640 هـ، بينما اجتمع ابن قطلوبغا والذهبي على تأريخ واحد فذكرا سنة 642 هـ. وذكر ابن سبط الجوزي أنه توفي بدمشق، ودفن بمقابر الصوفية عند المنيبع

## أقوال العلماء فيه
قال عنه ابن كثير في البداية والنهاية: «أحد الفضلاء المؤرخين المصنفين»، وقال عنه سبط ابن الجوزي: «كان فاضلا، نزها، عفيفا، شريف النفس، عالي الهمة، قليل الطمع، لا يلتفت إلى أحد من خلق الله لأجل الدنيا».

## مؤلفاته
من كتبه: السياسة الملوكية صنفه للملك الكامل محمد وعطف الذيل والمسالك والممالك والمؤنس في أصول الأشياء والأمالي ورحلة إلى المغرب نقل المقري عنها.

## شيوخه
من شيوخه بالمغرب الحافظ أبو محمد عبد الله بن سليمان بن داود بن حوط الله الأنصاري سمع عليه سنة 597 هـ الحديث وشيئا من كتب المغاربة، والحافظ أبي إسحاق إبراهيم بن يوسف ابن إبراهيم بن قرقول، والفقيه ابن أبي تميم. ومحمد بن عبد الرحمن بن عياش، أبو عبد الله الأندلسي ثم المغربي (المتوفى سنة: 619 هـ) كما سمع من فخر النساء شهدة بنت الإبري، والحافظ أبي القاسم بن عساكر.

## تلاميذه
من تلاميذه: أبو بكر بن علي بن أبي بكر، تقي الدين الصوفي. (المتوفى: 674 هـ)،  ومحمد صدر الدين، أبو عبد الله الأرموي. (المتوفى: 700 هـ)،  ومحمد شمس الدين أبو عبد الله المقدسي الشافعي الكاتب.